# Josep Callís i Marquet
Josep Callís i Marquet (Vic, Osona, 1879 - ibíd., 1954) fou pèrit agrícola i escriptor català, sempre relacionat amb actes literaris. Va escriure sobre qüestions de la seva especialitat a La Veu de Catalunya, Gazeta Montanyesca, Gazeta de Vich, Revista de la Cambra Agrícola Ausetana, de la qual fou director, i Ausona amb el pseudònim de Galerich. Junt amb Lluís B. Nadal fundà Catalunya Vella, amb càrrec de secretari. Al Cercle Literari llegí poesies i donà conferències sobre la seva especialització. Formà part de l'Associació de la Premsa.